# Slogan
Slogan er en kort, koncentreret formulering, der i systematisk gentagelse bruges til markedsføring af produkter, idéer eller personer.

## Sproglig oprindelse
Ordet er via engelsk kommet fra det gæliske sluagh-ghairm, hvor sluagh betyder "hær" og ghairm betyder "et råb", ældst kendte eksempel fra 1513.  I dansk oversættelse bliver det nærmeste "et krigsråb",  men betydningen har senere ændret sig. På skotsk tjente et slogan - ofte navnet på klanens høvding - som signal til at samle sig til kamp, eller som et pasord. 
Et godt slogan er nærmest evigvarende. Omkring 1922 udlyste hermetikfabrikken Chr. Bjelland & Co i Stavanger en konkurrence om det bedste reklameslogan for sine produkter. I dag er vinderen for længst gået i glemmebogen, mens slogan nr 2 lever endnu: "Ikke noget sniksnak! Bjellands hermetik, tak!" 

## Eksempler
- Hvem ka'? Du ka' og resten klarer Bilka!
- Dyp i Dyrups
- Føtex er sej - vi gør mere for dig!
- Ud og se med DSB
- Ekstra Bladet – tør, hvor andre tier
- Køb dansk!
- Gillette – the best a man can get
- Stauning eller Kaos
- Venstre ved du, hvor du har
- Socialdemokratiet – vi kan, hvis du vil!
- Barack Obama – change we can believe in
- Copenhagen – open for you
- Nyt Syn – Dit syn betyder alt for os
- Pennen har større magt end sværdet (sagt af Edward Bulwer-Lytton)